# Polygonia fentoni
Polygonia fentoni är en fjärilsart som beskrevs av Butler 1878. Polygonia fentoni ingår i släktet Polygonia och familjen praktfjärilar. Inga underarter finns listade i Catalogue of Life.